# Нобеока
Нобео́ка (яп. 延岡市 Нобэока-си) — город в Японии, находящийся в префектуре Миядзаки. Площадь города составляет 868,00 км², население — 127 070 человек (1 августа 2014), плотность населения — 146,39 чел./км².

## Географическое положение
Город расположен на острове Кюсю в префектуре Миядзаки региона Кюсю. С ним граничат город Саики и посёлки Кадогава, Хинокаге.
Через город протекает река Гокасе, впадающая в море Хюга-Нада.

## Население
Население города составляет 127 070 человек (1 августа 2014), а плотность — 146,39 чел./км². Изменение численности населения с 1980 по 2005 годы:
| 1980 | 154 881 чел. |  |
| 1985 | 153 835 чел. |  |
| 1990 | 146 989 чел. |  |
| 1995 | 141 751 чел. |  |
| 2000 | 139 176 чел. |  |
| 2005 | 135 182 чел. |  |

## Символика
Деревом города считается Ilex rotunda, цветком — канна.